# Скьольборг, Йохан
Йо́хан Марти́нус Ни́льсен Скьо́льборг (дат. Johan Martinus Nielsen Skjoldborg; 27 апреля 1861 — 22 февраля 1936) — датский писатель.

## Биография
Родился в крестьянской семье. Окончил учительскую семинарию. Участвовал в движении хусманов ‒ мелких землевладельцев. Будучи сторонником «нового реализма», в своих произведениях был выразителем классовых идей крестьян и хусманов, борющихся за социальную справедливость. Будучи обездоленными слоями общества, они отстаивали собственные интересы. Злободневность романов Скьольборга часто сочеталась с натурализмом.

## Романы
- Борец / En Stridsmand (1896)
- Воронье гнездо / Kragehuset (1899)
- Усадьба Гюльдхольм[1] / Gyldholm (1902, рус. пер. 1905)
- Пер Хольт / Per Holt (1912)
- Новые люди / Nye Mænd (1917)
- Сыновья Енса Якобса / Jens Jacobs Sønner (1920)
- Священник из Лёгум / Præsten i Løgum (1921-1922)

## Издания
- Romaner og fortaellinger, bd I—4. — Kbh., 1921.
- Udvaigte fortaellinger, bd 1—2. — Kbh., 1921.
- Min mindebog, bd 1—2. — Kbh., 1934—35.